# Meritage

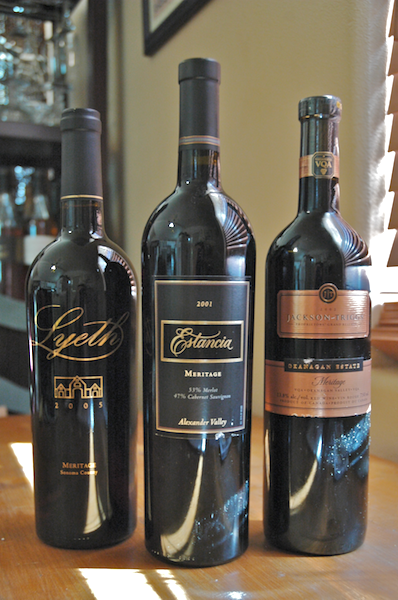
Trois vins portant le label Meritage : un Lyeth du comté de Sonoma 2005, un Estancia d'Alexander Valley 2001 et un Jackson-Triggs d'Okanagan Valley 2002.

Meritage est une marque déposée et une appellation décernée par l'organisation américaine The Meritage Association à certains vins du Nouveau Monde au style bordelais. Les viticulteurs ne peuvent l'utiliser que sous certaines conditions.

## Historique
La Meritage Association est fondée en 1988 par un petit groupe de viticulteurs de la vallée de Napa, en Californie : Agustin Huneeus (alors chez Franciscan Winery, désormais chez Quintessa Winery), Mitch Cosentino (Cosentino Winery) et Julie Garvey (Flora Springs Winery), frustrés par la réglementation du Bureau of Alcohol, Tobbaco, Firearms and Explosives sur les appellations viticoles en usage aux États-Unis, ne permettant qu'aux vins assemblés à partir d'au moins 75 % d'un cépage spécifique d'être étiquetés d'après ledit cépage.
Leur intérêt pour les assemblages sur le modèle des vins de Bordeaux les conduit à créer un label reconnaissable destiné à des vins de qualité de ce type.
En 1988, l'association lance un concours dédié à trouver un nom pour ces vins. Plus de 6 000 suggestions sont recueillies, mais c'est Neil Edgar, un Californien de Newark qui gagne avec sa proposition, Meritage, un mot-valise combinant merit et heritage. Son prix consiste en deux bouteilles de chacun des dix premiers millésimes portant ce label. Le premier vin à en être étiqueté est le millésime 1986 de Cosentino Winery, dans la vallée de Napa.
En 1999, l'association compte 22 domaines membres, et décide de se concentrer sur le marketing et la publicité autour de sa marque. Une croissance rapide en résulte, et en 2007 plus de 120 producteurs utilisent le label, dont plusieurs au Canada, en Argentine, au Mexique, en Australie et en Israël.

## Conditions d'utilisation et production
Meritage est une marque déposée par The Meritage Association et ne peut être exploitée que par les domaines membres acceptant les conditions d'utilisation. Celles-ci précisent notamment les types de cépages qui peuvent être utilisés, la commission qui doit être versée à l'association (1 dollar US par caisse, avec un maximum de 500 dollars par millésime), et différentes restrictions.
Les vins rouges du Bordelais sont assemblés à partir de différents cépages, dont les principaux sont le cabernet-sauvignon, le merlot, le cabernet franc, le petit verdot et le malbec. Pour porter le label Meritage, un vin rouge doit être produit à partir de deux de ces cépages (les cultivars moins répandus de bouillenc — aussi appelé saint-macaire —, gros verdot et carménère sont également autorisés). De la même façon, les vins blancs doivent être assemblés à partir d'au moins deux des cépages de sauvignon, sémillon et muscadelle (appelée sauvignon vert aux États-Unis). Aucun vin ne doit être produit à partir de 90 % ou plus d'un seul cépage.
L'association recommande également que les vins étiquetés Méritage visent le haut-de-gamme, et que la production en soit limitée à 25 000 caisses par an.